# Sipylos (Sohn des Amphion)
Sipylos (altgriechisch Σίπυλος Sípylos) ist in der griechischen Mythologie ein Niobide, ein Sohn der Niobe und des Amphion. 
Er wird in den Niobidenkatalogen der Bibliotheke des Apollodor und des Hyginus sowie in Ovids Metamorphosen genannt. Wie fast alle Kinder der Niobe wurde er von Apollon und Artemis mit Pfeilen getötet. In den Metamorphosen wird geschildert, wie er von einem Pfeil in den Nacken getroffen vom Pferd stürzt.
Girolamo Fracastoro leitet im 16. Jahrhundert von Sipylos den Begriff der Syphilis für die in Italien, Frankreich und Spanien grassierende Geschlechtskrankheit ab.